# Kankienga
Kankienga est une localité située dans le département de Nagbingou de la province du Namentenga dans la région Centre-Nord au Burkina Faso. 

## Éducation et santé
Le centre de soins le plus proche de Kankienga est le centre de santé et de promotion sociale (CSPS) de Nagbingou tandis que le centre médical d'importance le plus proche est le centre hospitalier régional (CHR) de Kaya dans la province voisine.
Kankienga possède une école primaire publique.